# George Thorn
George Henry Thorn (12 octobre 1838 - 13 janvier 1905) est le sixième Premier ministre du Queensland, en Australie. 

## Biographie
Thorn est né à Sydney, en Nouvelle-Galles du Sud. Il est le fils de George Thorn, l'un des fondateurs de la ville d'Ipswich, ainsi qu'un membre de la première assemblée législative du Queensland. Il fait ses études à The King's School, à Parramatta et à l'université de Sydney. En 1867, il devient député de la circonscription de Moreton ouest. Thorn est Postmaster General de la colonie entre 1874 et 1876. 
Il devient Premier ministre le 5 juin 1876 et démissionne de son poste le 8 mars 1877 mais reste dans le gouvernement de son successeur, John Douglas, jusqu'en février 1878. Thorn est nommé commissaire du Queensland à l'Exposition universelle de 1878 à Paris. À son retour d'Europe, il est réélu au parlement par deux fois avant de prendre sa retraite en 1902.